# Гербурт, Николай Одновский

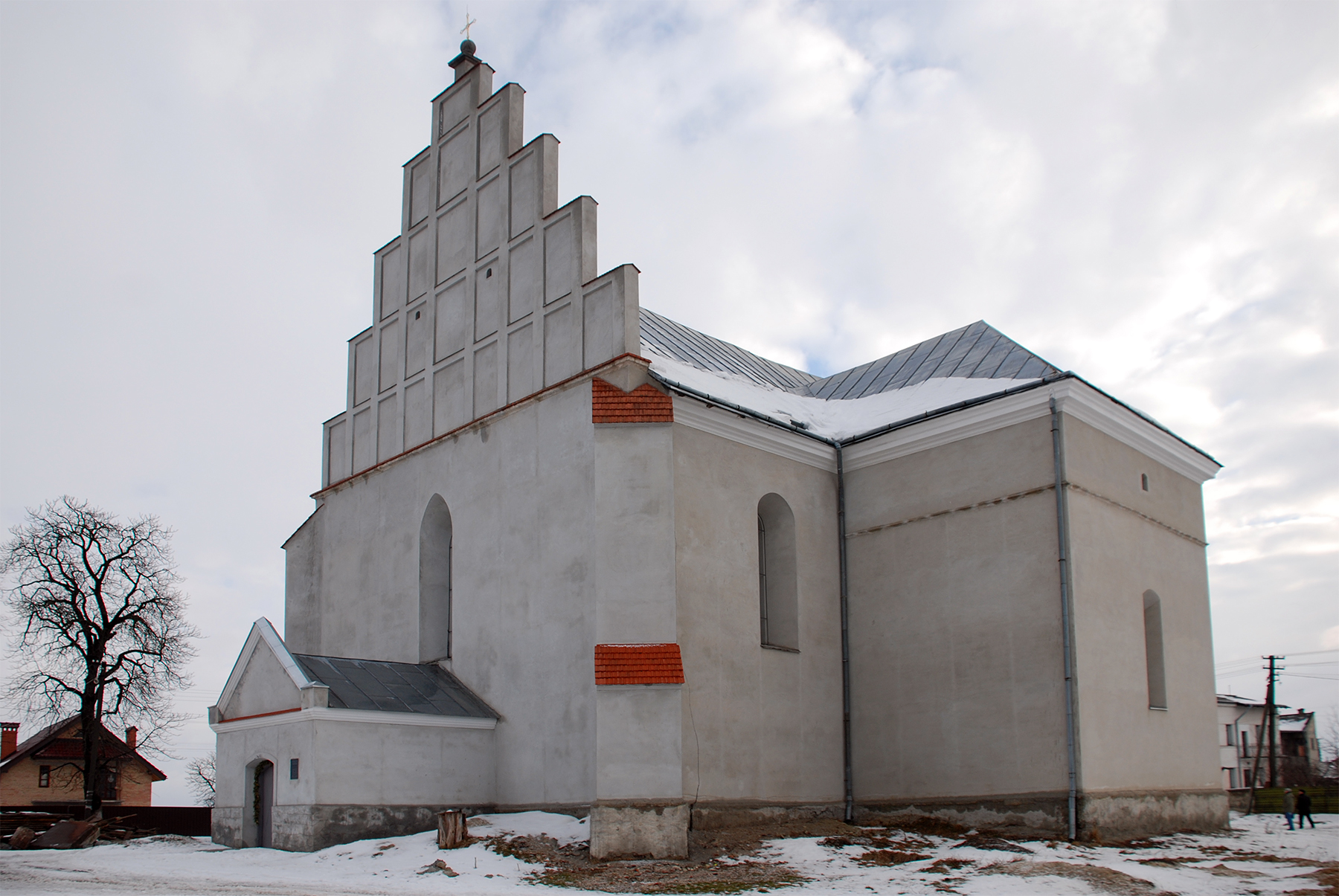
Церковь Святого Николая в Куликове

Николай Гербурт из Однова и Фельштина (пол. Mikołaj Herburt Odnowski z Odnowa i Felsztyna; до 1482 — май 1555) — польский государственный деятель, меценат. Советник королевы Боны. Дядя писателя Николая Рея .

## Биография
Происходил из магнатской семьи Гербуртов из Вены (Odnów) вблизи Львова. Сын подкомория львовского, старосты бецкого и сандецкого Петра Гербурта и его жены Беаты из Романовских (дочки подчашего львовского).
В судебных документах Николай Гербурт упомянут с 1482 года. В 1516 году был придворным польского короля Сигизмунда Старого. В 1530 году он получил в наследство от отца должность подкомория львовского. В 1535 году Николай Гербурт участвовал в Русско-литовской войне как ротмистр, в то время стал каштеляном пшемысльским. 16 апреля 1537 года получил отобранное у Станислава Одровонжа староство львовское (22 села). Во время рокоша 1537 года (так называемая «Кокошная война») стал на сторону короля, гостил на замке, находился в опасности во время нападения на него рокошанина Николая Собеского. В то же время назначен генеральным старостой русским.
По требованию короля в 1538 году Николай Гербурт руководил укреплением стен замка Львова. Как доверенный королевы Боны, выполнял функции наместника королевских лесов, комиссара по разграничению королевщин. Как львовский староста имел частые судебные споры с мещанами Львова, Городка и Каменец-Подольского. Содействовал началу деятельности в публичной жизни своему племяннику, известному польскому поэту Николаеву Рею.
Был похоронен в Латинской кафедре Львова возле основанного им алтаря. Бронзовое надгробие Николая Гербурта Одновского работы Панкраца Лябенвольфа из Нюрнберга (1551) сохранилось в пресвитерии Латинского собора Львова.

## Фонды
- С 1529 года Николай Гербурт построил оборонный замок Збоище возле села Буковско Саноцкой земли Русского воеводства, где в окрестных территориях он владел почти 30 поселками и фольварками, часть которых получил в 1539 году из королевщин за заслуги.
- Основатель костела святого Николая в Куликове недалеко от Львова — едва ли не последнего готического храма на территории Русского воеводства.
- Основатель изготовления алтаря для латинской кафедры Львова, который в 1767 году установили в костеле Успения Пресвятой Девы Марии села Навария[5].

## Должности

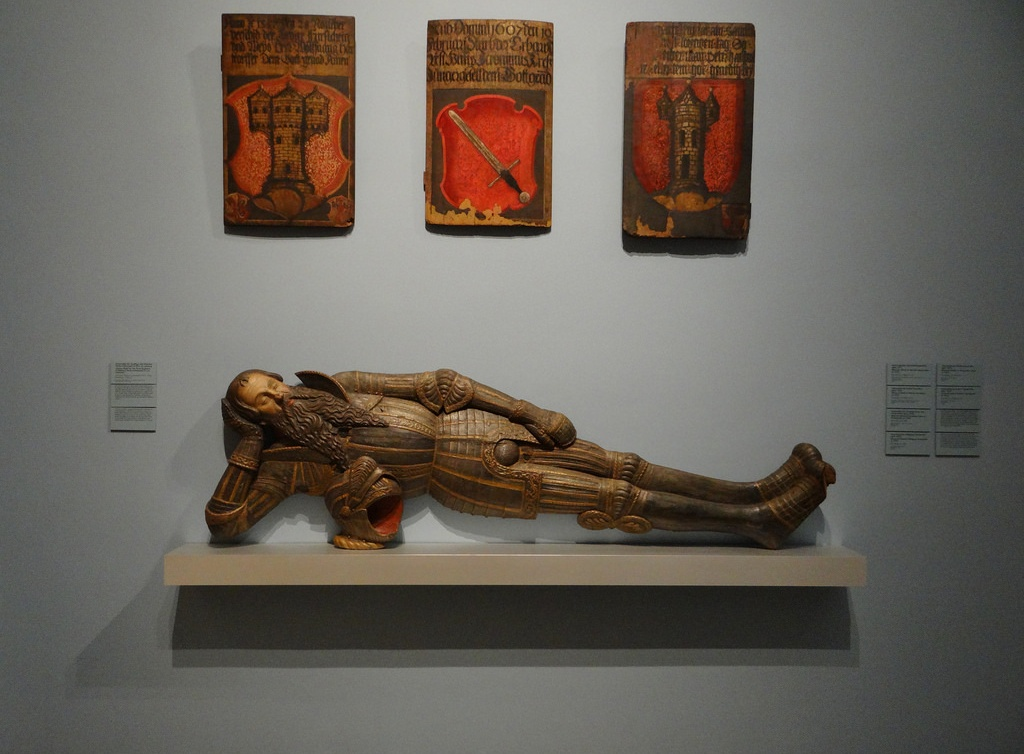
Миколай Гербурт Одновський (немецкий мастер-литейщик Панкрац Лябенвольф).

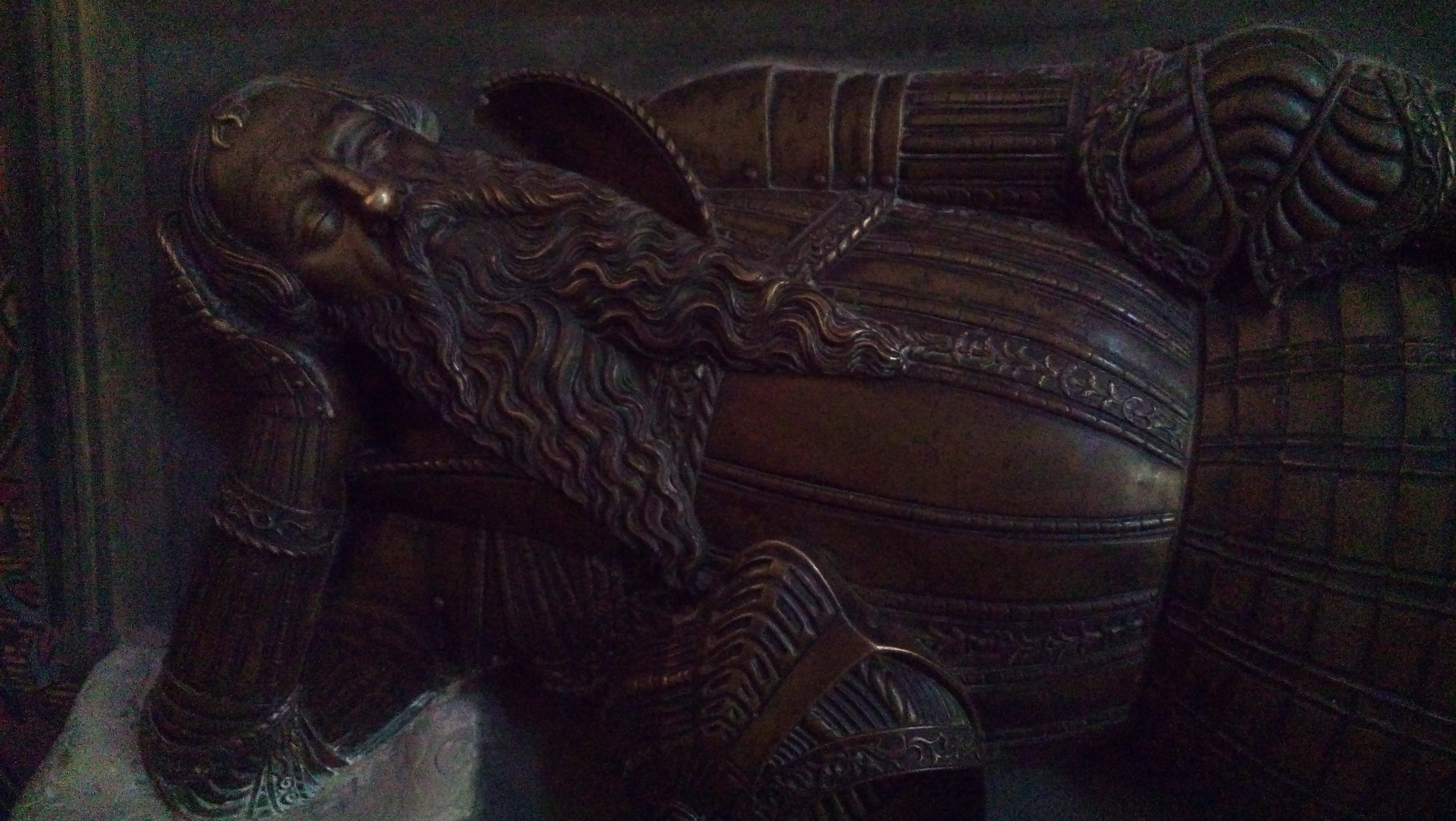
Надгробная бронзовая статуя Николая Гербурта Одновского в Латинскому соборе во Львове

Каштелян пшемысльский (1538), воевода сандомирский (1553), воевода краковский (1554/1555), староста львовский, красныставский (1550), староста бецкий и сандецкий.

## Семья
Николай Гербурт был женат на Анне Лигензе (1535—1557), дочери бургграфа краковского Станислава Феликса Лигензы (+ 1553). Из-за отсутствия наследника его имения унаследовал Ян Гербурт из Фельштина (или в 1553 году написал завещание, по которому имущество перешло детям Яна Гербурта из Кукезова, жене, сестренке Пётру Бажому, сестре Анне Чуриловне из Стоянцев, жене каштеляна войницкого Станислава Мацеевского).